# Rhinolophus xinanzhongguoensis
Rhinolophus xinanzhongguoensis és una espècie de ratpenat de la família dels rinolòfids. És endèmic del sud-oest de la Xina.

## Descripció

### Dimensions
És un ratpenat de mida mitjana, amb la llargada del cap i del cos entre 59 i 70 mm, la llargada de l'avantbraç entre 58,7 i 60,4 mm, la llargada de la cua entre 30 i 39 mm, la llargada de la tíbia entre 23,2 i 25,9 mm, la llargada de les orelles entre 21 i 22 mm i un pes de fins a 26 g.

### Descripció
Les parts dorsals són de color marró opac, amb la base dels pèls clara, mentre que les parts ventrals són més clares, però tenen la base dels pèls més fosca. Les orelles són marrons, petites i semitransparents. El llavi inferior té tres solcs longitudinals. Les membranes alars són de color marró fosc. La cua és llarga i inclosa completament a l'ample uropatagi.

## Biologia

### Comportament
Es refugia probablement a l'interior de coves.

### Alimentació
S'alimenta d'insectes.

## Distribució i hàbitat
Aquesta espècie és coneguda només a les províncies xineses de Yunnan i Guizhou, situades al sud-oest del país.

## Estat de conservació
Com que fou descoberta fa poc, l'estat de conservació d'aquesta espècie encara no ha estat avaluat formalment.